# Marek Bielecki
Marek Bielecki (ur. 17 listopada 1960 w Bytomiu) – aktor filmowy i telewizyjny, artysta Teatru Ochoty w Warszawie, okazjonalnie reżyser.

## Życiorys
W 1983 został absolwentem Wydziału Aktorskiego łódzkiej PWSFTviT; dyplom zdobył w 1987. Obecnie jest aktorem Teatru Ochoty w Warszawie, wcześniej występował w teatrach: Teatrze Dramatycznym w Elblągu (1982–1983), Teatrze Śląskim w Katowicach (1983–1985), Teatrze Nowym w Zabrzu (1996).

## Filmografia (wybór)
- 1984: Rozalka Olaboga – Urbanek
- 1993: Czterdziestolatek. 20 lat później
- 1995: Matki, żony i kochanki – kelner w pubie
- 1998–2003: Miodowe lata – kierownik Barczak
- 1999–2000: Święta wojna, w charakterze reżysera i scenarzysty, w pierwszych kilku odcinkach grał jako Darek (warszawiak, któremu Bercik wynajął pokój)
- 2001: Pieniądze to nie wszystko – sklepowy Henryk Niesioł
- 2003–2005: Sprawa na dziś – Helion